# Englands administrative counties
Administrative counties var et niveau blandt Englands administrative enheder, som blev anvendt i lokalstyret fra 1889 til 1974. De blev etableret i loven Local Government Act 1888 og afskaffet i loven Local Government Act 1972. De administrative counties blev erstattet af metropolitan og non-metropolitan counties, som der, noget fejlagtigt, ofte bliver refereret til som administrative counties. 

## Historie
De administrative counties fandtes ikke før 1889, se Englands historiske counties for de engelske counties tidligere historie.

### 1890-1965
| Englands administrative counties fra 1890 til 1965 | |  |
| 1. Northumberland 2. Durham 3. Westmorland 4. Cumberland 5. Lancashire 6. Yorkshire, West Riding 7. Yorkshire, North Riding 8. Yorkshire, East Riding 9. Lincolnshire, dele af Lindsey 10. Lincolnshire, dele af Holland 11. Lincolnshire, dele af Kesteven 12. Nottinghamshire 13. Derbyshire 14. Cheshire 15. Salop (Shropshire) 16. Staffordshire 17. Warwickshire 18. Leicestershire 19. Rutland 20. Northamptonshire 21. Soke of Peterborough 22. Huntingdonshire 23. Cambridgeshire 24. Isle of Ely | 1. Norfolk 2. East Suffolk 3. West Suffolk 4. Essex 5. Hertfordshire 6. Bedfordshire 7. Buckinghamshire 8. Oxfordshire 9. Gloucestershire 10. Worcestershire 11. Herefordshire 12. Wiltshire 13. Berkshire 14. Middlesex 15. London 16. Kent 17. East Sussex 18. West Sussex 19. Surrey 20. Southamptonshire (Hampshire) 21. Isle of Wight 22. Dorset 23. Somerset 24. Devon 25. Cornwall |  |

### 1965-1974
Kortet viser county boroughs umiddelbart før 1974.
| Englands administrative counties fra 1965 til 1974 | |  |
| 1. Northumberland 2. Durham 3. Westmorland 4. Cumberland 5. Lancashire 6. West Riding of Yorkshire 7. North Riding of Yorkshire 8. East Riding of Yorkshire 9. Lindsey 10. Holland 11. Kesteven 12. Nottinghamshire 13. Derbyshire 14. Cheshire 15. Salop (Shropshire) 16. Staffordshire 17. Warwickshire 18. Leicestershire 19. Rutland 20. Northamptonshire 21. Huntingdon and Peterborough | 1. Cambridgeshire and the Isle of Ely 2. Norfolk 3. East Suffolk 4. West Suffolk 5. Essex 6. Hertfordshire 7. Bedfordshire 8. Buckinghamshire 9. Oxfordshire 10. Gloucestershire 11. Worcestershire 12. Herefordshire 13. Wiltshire 14. Berkshire 15. Greater London 16. Kent 17. East Sussex 18. West Sussex 19. Surrey 20. Hampshire 21. Isle of Wight 22. Dorset 23. Somerset 24. Devon 25. Cornwall |  |

## Ekstern henvisning
- De engelske counties' historieArkiveret 5. februar 2012 hos  Wayback Machine